# 榨鼓乡
榨鼓乡，是中华人民共和国四川省乐山市犍为县曾经下辖的一个乡。2019年12月，撤销榨鼓乡和九井乡，设立九井镇，将原榨鼓乡、原九井乡和清溪镇祇园村所属行政区域划归九井镇管辖。 

## 行政区划
榨鼓乡撤销前下辖以下地区：
榨鼓场社区、永丰村、观堂村、麻柳村、百花村、芭蕉村、塘沟村、回龙村、塘口村和双黄村。